# Children of Heaven
Bacheha-ye aseman (en persa: بچه‌های آسمان, coneguda internacionalment en anglès com Children of Heaven, en català Els nens del cel o Els nens del paradís) és una pel·lícula iraniana del 1997 dirigida per Majid Majidi. La cinta va ser nominada a l'Oscar a la Millor pel·lícula de parla no anglesa.

## Argument
Ali, de 9 anys, passa a recollir les velles sabates de la seva germana al sabater, que les acaba de reparar. De camí cap a casa, però, Ali perd el calçat en un moment de distracció.
Ali es nega a informar de la pèrdua a la seva pobre família, que passa per una delicada situació financera, i ell i la seva germana Zahra s'han de posar a compartir l'únic parell de sabates del qual disposen.
Com que Zahra té escola al matí i Ali a la tarda, els dos germans es relleven les sabates per poder anar diàriament a classe. Zahra, això no obstant, té dificultats per retornar puntualment a casa perquè el calçat li va massa gran i això provoca que Ali comenci a arribar massa tard a l'escola per més que s'esforci a córrer.
Al descobrir una alumna que porta les seves velles sabates, Zahra es posa d'acord amb Ali per intentar recuperar-les. Això no obstant, en arribar a la humil casa de l'alumna s'adonen que el seu pare és cec i, per pena, decideixen abandonar l'empresa. Zahra gairebé es desmaia quan sap dies més tard que l'alumna ha rebut del seu pare cec un nou parell de sabates i ha llançat les velles.
Un dia, Ali s'assabenta que el tercer premi d'una marató organitzada per l'escola són un parell de sabates i no dubta en voler participar-hi. És gràcies a la seva bona forma assolida per l'esforç diari d'arribar puntual a l'escola que finalment Ali pot convèncer el professor d'esport de participar-hi.
Durant la cursa, Ali intenta quedar en tercera posició però s'equivoca en l'estratègia i no pot evitar quedar primer. Malgrat la gran decepció dels dos germans, ignnoren que el mateix dia el seu pare ha comprat un nou parell de sabates.